# Nulleffekt
Als Nulleffekt, seltener Nullrate, wird die Anzeige eines Teilchen- oder Strahlungsdetektors bezeichnet, die bei Abwesenheit der eigentlich zu messenden Strahlung auftritt, also beispielsweise ohne ein zu vermessendes radioaktives Präparat. Der Nulleffekt kommt zustande
- durch unvermeidliche Eigenschaften des Detektors selbst, wie etwa Dunkelstrom,
- und/oder durch ständig vorhandene natürliche oder künstliche Strahlenquellen in der Umgebung.

Im Strahlenschutz wird der Begriff Nulleffekt auch in der Bedeutung stets vorhandener Strahlenbelastung oder Hintergrundstrahlung benutzt.
Zur natürlichen Hintergrundstrahlung tragen zum Beispiel bei:
- Terrestrische Strahlung (circa 0,4 mSv/a in Deutschland)
- Radon aus (Untergrund-)Gestein (circa 1,26 mSv/a, in manchen Steinhäusern auch bis zu 10 mSv/a)
- Natürliche Radioaktivität in Baumaterialien (Kalium-40)
- Natürliche Radioaktivität im menschlichen Körper (Kalium-40, Kohlenstoff-14 u. a.) (circa 0,39 mSv/a)
- primäre und sekundäre kosmische Strahlung (circa 0,3 mSv/a bis 1,0 mSv/a auf der Erde)[1]

Dazu kommt künstliche Hintergrundstrahlung, verursacht u. a. durch
- Edelgase aus kerntechnischen Anlagen (im Normalbetrieb) (unter 0,01 mSv/a)
- Restaktivität aus den Unfällen von Tschernobyl und Fukushima (unter 0,01 mSv/a)
- Radioaktivität von Kernwaffentests und den Kernwaffenangriffen der USA auf Japan (unter 0,01 mSv/a)
- Anlagen zur Herstellung von radiopharmazeutischen Präparaten (z. B. Institut national des RadioElements in Belgien)